# Thelasis
Thelasis é um género botânico pertencente à família das orquídeas (Orchidaceae).